# Yvette Gustafsson
Laila Yvette Gustafsson, född 31 mars 1984 i Lerbäcks församling i Närke, är en svensk serietecknare och illustratör.

## Biografi
Gustafsson är född och uppvuxen i Åsbro, Närke. Efter att ha gått på Alléskolan i Hallsberg (Naturvetenskapliga programmet, inriktning miljö, 2000-2003), studerade hon 2004-2006 vid Serietecknarskolan i Hofors. Sedan 2007 är hon bosatt i Göteborg, där hon bland annat arbetat som barista. Gustafsson har också arbetat i Kumla och London.
Åren 2008–2009 studerade hon företagsekonomi vid Göteborgs universitet, och 2010 utbildade hon sig vid kursen Serier och avancerat bildberättande vid Göteborgs universitet.

## Serier
Bland sina influenser har Gustafsson nämnt Scott McCloud och Jim Zub.
Våren 2005 skrev Gustafsson boken Drömresan, en så kallad maratonserie, 16 sidor skapade på 16 timmar. År 2008 trycktes boken upp av ett lokalt förlag i Göteborg. Under 2006 började hon publicera ett fanzin med titeln Yvette, som ett projektarbete under utbildningen i Hofors.
Mellan 2007 och 2009 publicerades hennes serie Ängeln och Demonen i serietidningen Nemi. Serien hade tillkommit under tiden i Hofors och bytte senare namn till Zak & Ting.
Sedan 2010 har Gustafsson drivit teckningsworkshoppar. Där visar hon hur hon börjar tecknandet med att skriva manus.
Gustafsson har arbetat med digital publicering av serier. I februari 2013 startade Gustafsson ett gräsrotsfinansieringsprojekt med syfte att ge ut ett samlingsalbum med Zak & Ting. Målet sattes till 5 000 kronor och till en början donerades väldigt lite pengar. Efter Stockholms internationella seriefestival samma år ökade donationerna rejält, och projektet fick till slut in totalt 15 790 kronor, och samlingsalbumet gavs ut, i samarbete med Apart förlag, 2013.
Gustafsson har även skapat serien Detektiv Kalle Hizz som gavs ut digitalt på svenska och engelska på Itunes år 2012 och för Kindle år 2014.
Hon har bland annat gjort teckningar på Universeum där hon förklarat strålning och ljus.
År 2016 blev Gustafsson återkommande tecknare i Populär Astronomi.